# Никитин, Владимир Анатольевич (историк)
Влади́мир Анато́льевич Ники́тин (18 февраля 1944, Усть-Каменогорск — 28 марта 2015, Санкт-Петербург) — советский и российский историк фотографии, учёный, преподаватель, фотожурналист, автор серии фотоальбомов «Петербург — Петроград — Ленинград — Петербург. XX век в фотографиях». Более двух десятков лет возглавлял кафедру на факультете журналистики СПбГУ, которая его усилиями была трансформирована в кафедру визуальной журналистики и дизайна периодических изданий. Кандидат исторических наук. Читал лекции и преподавал в университетах Клемсона, штат Северная Каролина и Айовы (США), Стокгольма, Бергена. Куратор множества выставок в России и за рубежом. Член Союза фотохудожников России с 1995 года. Заслуженный работник высшей школы Российской Федерации (2005).

## Биография
Владимир Никитин родился 18 февраля 1944 г. в Усть-Каменогорскe Восточно-Казахстанской области, где находились в эвакуации его родители. Отец — Анатолий Иванович Никитин, инженер-гидротехник, мать — Раиса Эрнестовна Фредериксен. В 1946 г. родился брат Юрий, ставший впоследствии архитектором. В 1948 г. семья уехала в Финляндию, отец курировал там строительство электростанции в Янискоки. В 1951 г. вернулись в Ленинград, и Владимир пошел в первый класс 83-й ленинградской школы. В дальнейшем он окончил Художественную школу при ЛВХПУ им. В. И. Мухиной, в 1968 г. — геологический факультет ЛГУ. Первая публикация — фоторепортаж о секции художественной гимнастики, вышедший в университетской газете.
Журналистскую деятельность начал в 1969 г. фотокором газеты «Молодая гвардия» на Сахалине. С 1970 по 1976 г. работал в «Ленинградской правде». В мае 1973 г. познакомился с классиком фотографии двадцатого века Анри Картье-Брессоном во время совместной съемки на Пискаревском кладбище. Эта встреча стала одним из поворотных моментов жизни.
В 1973 г. вступил в Союз журналистов СССР, много лет был председателем фотосекции ЛО СЖ СССР и членом правления фотосекции СЖ СССР. В 1976–1980 гг. работал собкором агентства СЗО АПН, объездил всю страну.
В 1974 г. впервые выступил как куратор выставки — в честь 30-летия Победы в Этнографическом музее. Во время работы над выставкой познакомился с фронтовым корреспондентом Александром Бродским (отцом знаменитого поэта) с Всеволодом Тарасевичем, Василием Федосеевым.
В 1980–1987 гг. — автор и ведущий единственной в стране телепрограммы о фотографии «РАКУРС» на Ленинградском ТВ.
Защитил кандидатскую диссертацию, участвовал в экспедиции на Шпицберген (1985).
С 1989 по 1997 г. вел рубрику по истории фотографии в журнале «Родина».
Лауреат конкурса «Золотое перо 2009» (за вклад в развитие журналистики) Союза журналистов Санкт-Петербурга и Ленинградской области.
Дети: Егор Никитин, Максим Никитин, Ксения Никольская. Ксения Никольская — фотограф, автор альбома фотографии  "Dust" о заброшенных особняках Каира, выставка ее фотографии прошла в Эрмитаже в 2015 г.
Владимир Анатольевич Никитин скончался 28 марта 2015 г., похоронен на Серафимовском кладбище в Петербурге.

## Творчество
Владимир Никитин пришел в фотографию в эпоху оптимизма и оттепели. «Для меня фотография стала… способом видеть интересные проявления жизни и повествовать о ней... Были книги и фотоальбомы, которые я смотрел в отделе эстампов Публичной библиотеки, и понимал уже возможности этого поистине пленившего меня способа самовыражения и коммуникации», — вспоминает Никитин в неизданных записках.
Его приводила в восхищение возможность фотографии фиксировать то, что неподвластно человеческому глазу, волновала многослойность, многоплановость фотографии, не только пластические особенности, но и феноменология проявления «неорганизованной действительности» в исторических и современных фотографиях. В своих творческих работах Никитин уходил от пропагандистских штампов, использовал понятие «соседний кадр», чтобы рассказывать фото-истории в духе веры в человека. Никитин делал фоторепортажи о жизни поморов и рыбаков, таежников и геологов и вел фотохронику жизни интеллигенции в Ленинграде. Ленинград 1970-х на фотографиях Никитина дышит парижским воздухом. Сценки уличной жизни наполнены юмором и оптимизмом. Новая для того времени широкоугольная оптика вписывала героев в пейзажи и интерьеры, сосредотачивалась на человеческом, уводя второй план в сверкающую нерезкость. Один из самых важных и долгих по времени фотоциклов «Перекрестки России» создавался Никитиным на протяжении десятилетий. Первая фотография цикла была сделана в 1965 г. Снимки делались во время поездок по бывшему СССР и России: на Сахалине, в Архангельской, Вологодской, Новгородской областях и др.
Владимир Никитин обладал редким даром восторгаться чужим творчеством. Он открыл ленинградской публике множество мировых фотоимен, был одним из организаторов знаменитой выставки во Дворце молодежи, где фотожурналисты выступили совместно с фотохудожниками. По инициативе Владимира Никитина в университете на факультете журналистики была создана фотогалерея «Первая линия», а на семинары он приводил самых оригинальных и самобытных фотографов страны.
В 1998 г. Владимир Никитин восстановил старинные пластинки и отпечатал в платине портфолио Альфреда Эберлинга, художника, чье фотографическое творчество стало открытием для публики в рамках биеннале «Месяц Петербурга в Ницце».
Одно из увлечений Владимира Никитина — акварель. На протяжении одного лета он создал акварельный цикл, запечатлевший дом за домом в деревне Петрово Новгородской области.
В последние годы жизни работал над уникальным проектом «Петербург — Петроград — Ленинград — Петербург. XX век в фотографиях».

## Сборники статей
- Вторая реальность. Сборник статей под редакцией В. А. Никитина. СПб, 2001
- Вторая реальность. Сборник статей под редакцией В. А. Никитина. Выпуск второй. СПб, 2008

## Книги, монографии, альбомы
- Рассказы о фотографах и фотографиях. Л., Лениздат, 1991
- Война. Блокада… Победа! Воспоминания в фотографиях. Фотоальбом (совместно с А. Зиминым). СПб, Издательство Зимина, 2005
- Серия альбомов «Петербург — Петроград — Ленинград — Петербург. XX век в фотографиях»
- Оптимизм памяти. Ленинград 1970-х. Фотоальбом. СПб, Лимбус Пресс, 2000
- Неизвестная блокада. Ленинград 1941–1944. Фотоальбом (автор-составитель и автор вступительной статьи). СПб, Лимбус Пресс, 2002
- Время несбывшихся надежд. Петроград—Ленинград 1920–1930. Фотоальбом (автор-составитель и автор вступительной статьи). СПб, Лимбус Пресс, 2007
- Неизвестная блокада. Ленинград 1941–1944. Фотоальбом (издание второе, дополненное). СПб, Лимбус Пресс, 2009
- Неизвестная блокада. Путь к победе. Ленинград 1941–1944. Фотоальбом (автор-составитель и автор вступительной статьи).  третье издание, СПб, Лимбус Пресс,  2013
- Конец столетия. Метаморфозы бытия. Ленинград – Петербург. Фотоальбом. СПб, Лимбус Пресс, 2013
- Столица империи. Санкт-Петербург — Петроград начала XX века. Фотоальбом. СПб, Лимбус Пресс, 2015

## Куратор фотовыставок
- К 30-летию Победы. Музей этнографии, 1973
- Ленинград: годы войны и мира. Дворец молодежи, 1985
- Экспозиции выставочного объединения «Ленинград» во Дворце молодежи. Организаторы – Владимир Никитин, Наталья Цехомская. 1988–1990
- Мастера фотографии Ленинграда. Москва, Фотоцентр, 1988
- Валентин Брязгин: фотограф большого города… и маленькой деревни. К 70-летию питерского фотографа Валентина Николаевича Брязгина (1934–1988). Галерея «Первая линия», *1988. Куратор и автор буклета — В. А. Никитин
- Аспекты русской фотографии. Ница,1999
- Оптимизм памяти. Музей истории Санкт-Петербурга (Петропавловская крепость), 2000. Куратор и составитель — В. А. Никитин
- Реальность и мифы Петербурга. Центральный выставочный зал «Манеж», 2003
- Saint-petersburg, immortelle. К 300-летию Санкт-Петербурга. Ницца, 2003
- Время несбывшихся надежд. Петроград – Ленинград. 1920–1930. Музей истории фотографии, 2007
- Фотограф Серебряного века. Светопись художника Эберлинга. Музей истории фотографии, 2013. Кураторы — Владимир Никитин и Владимир Загонек

## Персональные фотовыставки
- ПЕРЕКРЕСТКИ РОССИИ. Авторская выставка В. А. Никитина. Экспонировалась в Клемсоне (США, 1998), Ницце (Франция, 1999), Копенгагене (Дания, 2000), Сюндсвале (Швеция, *2003), Москве (Центральный дом художника, 2000)
- СРЕДА ОБИТАНИЯ. Фотографии В. А. Никитина. Русский музей, Мраморный дворец, 2001
- КВАДРАТУРА КРУГА. Фотографии Владимира Никитина. Музей истории фотографии, 2005
- ЧЕРНО-БЕЛОЕ ПЕТРОВО. Выставка Владимира Никитина. Музей истории фотографии, 2014